# Onthophagus inermivertex
Onthophagus inermivertex är en skalbaggsart som beskrevs av Antoine Boucomont 1921. Onthophagus inermivertex ingår i släktet Onthophagus och familjen bladhorningar. Inga underarter finns listade i Catalogue of Life.